# 朝日会館
朝日会館（あさひかいかん）はかつて大阪市北区中之島に存在した文化施設である。経営母体は大阪朝日新聞社で、映画上映、コンサート、演劇上演、美術品展示といったさまざまな用途に使われ、戦前から戦後にかけて、関西の文化活動の中心地のひとつであった。

## 概要
朝日会館は、1926年に竹中工務店の施工で建設された。1962年に閉館した後の役割を担っているのが現在のフェスティバルホールである。大阪以外に京都や神戸、名古屋にも、朝日会館が建設された。

## 朝日会館での催し
朝日会館では、海外から招へいした音楽家による演奏会が行われた。戦前には宝塚歌劇団、その後も藤原歌劇団や宝塚交響楽団の公演も行われた。また、映画上映会は「映画ア―ベント」と呼ばれ、朝日会館の集客の目玉であった。その他、関西の劇団だけでなく、東京の劇団も来演した。翻訳劇のほか、戦時下にも新劇の上演が多く行われた。歌劇や劇団に限らず、能楽など日本文化演目も上映され、多くの演目が上映された
。

## 機関紙『会館芸術』
朝日会館では、1931年から1953年まで機関誌が発行された（全222冊）。創刊号の特集は、舞踊家の伊藤道郎（イトウ・ミチオ）と声楽家のトティ・ダル・モンテであった。当初は朝日会館の催しのパンフレットの機能が強かったが、1933年7月に月刊化され、評論や小説が掲載されるなど、読み物としての側面が強くなった。